# Archive 81
Archive 81 és una sèrie de televisió nord-americana de terror desenvolupada per Rebecca Sonnenshine, escrita per Paul Harris Boardman i produïda per Sonnenshine, Boardman i James Wan. La sèrie es basa en el podcast del mateix nom, sobre uns investigadors que cataloguen l'arxiu de vídeo d'un cineasta desaparegut. És protagonitzada per Mamoudou Athie i Dina Shihabi en els papers principals. La sèrie es va estrenar el 14 de gener de 2022 a Netflix.

## Repartiment
- Mamoudou Athie com a Dan Turner
- Dina Shihabi com a Melody Pendras
- Evan Jonigkeit com a Samuel Spare
- Julia Chan com a Anabelle Cho
- Ariana Neal com a Jess (Jessica) Lewis - després la germana Mary Cecilia
- Matt McGorry com a Mark Higgins
- Martin Donovan com Virgil Davenport

## Episodis
| Núm. | Títol                       | Direcció                       | Guió                                                    | Data d'estrena original |
| ---- | --------------------------- | ------------------------------ | ------------------------------------------------------- | ----------------------- |
| 1    | «Mystery Signals»           | Rebecca Thomas                 | Teleplay de: Paul Harris Boardman i Rebecca Sonnenshine | 14 de gener de 2022     |
| 2    | «Wellspring»                | Rebecca Thomas                 | Rebecca Sonnenshine                                     | 14 de gener de 2022     |
| 3    | «Terror in the Aisles»      | Justin Benson & Aaron Moorhead | Michael Narducci                                        | 14 de gener de 2022     |
| 4    | «Spirit Receivers»          | Justin Benson & Aaron Moorhead | Evan Bleiweiss                                          | 14 de gener de 2022     |
| 5    | «Through the Looking Glass» | Haifaa Al Mansour              | Bobak Esfarjani                                         | 14 de gener de 2022     |
| 6    | «The Circle»                | Haifaa Al Mansour              | Helen Leigh                                             | 14 de gener de 2022     |
| 7    | «The Ferryman»              | Rebecca Thomas                 | Rebecca Sonnenshine                                     | 14 de gener de 2022     |
| 8    | «What Lies Beneath»         | Rebecca Thomas                 | Evan Bleiweiss & Michael Narducci                       | 14 de gener de 2022     |

## Producció

### Desenvolupament
El 26 d'octubre de 2020, es va anunciar que Rebecca Sonnenshine seria la productora executiva i showrunner d'una sèrie de televisió de terror per a Netflix i Atomic Monster, amb Paul Harris Boardman com a escriptor i productor executiu, i James Wan també productor executiu. La sèrie estaria inspirada en el podcast del mateix nom. El 5 de gener de 2022, es va informar que Michael Clear, Rebecca Thomas i Antoine Douaihy també serien els productors executius de la sèrie. Archive 81 es va publicar el 14 de gener de 2022 a Netflix.

### Càsting
Juntament amb l'anunci, Mamoudou Athie i Dina Shihabi van ser seleccionats a la sèrie. El novembre del mateix any, Martin Donovan, Matt McGorry, Julia Chan, Evan Jonigkeit i Ariana Neal es van unir al repartiment.

### Rodatge
El rodatge va començar el 16 de novembre de 2020 i va concloure el 29 de març de 2021 a Pittsburgh, Pennsilvània, amb Rebecca Thomas dirigint la meitat de la sèrie.

## Recepció
El lloc web de l'agregador de ressenyes Rotten Tomatoes va informar d'una puntuació d'aprovació del 94% amb una puntuació mitjana de 7,1/10, basada en 17 crítiques. El consens dels crítics del lloc web diria: "Arxiu 81, és una barreja intrigant d'horror i negre, ofereix emocions sobrenaturals addictives que persegueixen de la millor manera". Metacritic, que utilitza una mitjana ponderada, va assignar una puntuació de 72 sobre 100 d'acord amb 13 crítiques, indicant "crítiques generalment favorables".